# Matthew Macfadyen
David Matthew Macfadyen (Great Yarmouth, 17 ottobre 1974) è un attore britannico.
È conosciuto soprattutto grazie al film Orgoglio e pregiudizio (2005), in cui ha interpretato il ruolo di Fitzwilliam Darcy, alla serie televisiva Spooks (2002-2004), in cui ha interpretato il ruolo della spia Tom Quinn, alla mini serie televisiva I pilastri della Terra (2010) in cui ha interpretato il priore Philip, e Ripper Street (2012-2016). Per la sua interpretazione di Tom Wambsgans nella serie televisiva Succession (2018-2023), si è aggiudicato uno Screen Actors Guild Award, un BAFTA Television Award, due Premi Emmy nella sezione migliore attore non protagonista in una serie drammatica e il Golden Globe per il miglior attore non protagonista in una serie.

## Biografia
Ha frequentato a Oakham, nel Rutland, l'Oakham School, ha proseguito i suoi studi a Londra presso la Royal Academy of Dramatic Art (RADA 1992-1995), di cui è membro. Dopo gli studi, nel giro di pochi anni diventa un noto attore teatrale, grazie alle sue partecipazioni a opere come La duchessa di Amalfi e Molto rumore per nulla. Inizia a lavorare per la televisione interpretando Hareton Earnshaw in un adattamento televisivo del romanzo di Emily Brontë Cime tempestose, e in seguito lavora in alcune produzioni per la BBC. Nel 2001 lavora per il cinema con Enigma, adattamento cinematografico dell'omonimo romanzo di Robert Harris, in seguito torna in TV dove tra il 2002 e il 2004 è Tom Quinn nella serie televisiva Spooks.
Nel 2005 interpreta Fitzwilliam Darcy in Orgoglio e pregiudizio di Joe Wright, nello stesso anno torna in teatro, dove ottiene un buon successo come il Principe Hal in Enrico IV, parte I e parte II, portate in scena al Royal National Theatre. Nel 2007 lavora nella commedia di Frank Oz Funeral Party e nel 2008 recita al fianco di Michelle Williams e Ewan McGregor nel thriller Senza apparente motivo. Sempre nel 2008 è John Birt in Frost/Nixon - Il duello, per la regia di Ron Howard. Nel 2009 è lo sceriffo di Nottingham nel Robin Hood cinematografico di Ridley Scott. Nel 2010 ottiene il ruolo del priore Philip nella miniserie I pilastri della Terra tratto dall'omonimo romanzo di Ken Follett. Nel 2010 ha vinto un British Academy Television Awards come miglior attore non protagonista in Criminal Justice. Nel 2011 recita nel film I tre moschettieri, mentre nel 2012 è Oblonsky, fratello della protagonista, nel film di Joe Wright Anna Karenina. Nel 2024 ha ottenuto il ruolo del villain Mr. Paradox nel trentaquattresimo film del Marvel Cinematic Universe Deadpool & Wolverine, diretto da Shawn Levy, uscito nelle sale il 26 luglio dello stesso anno.

### Vita privata
Nel 2003 inizia una relazione con l'attrice Keeley Hawes, conosciuta sul set della serie tv Spooks, e con la quale ha recitato successivamente insieme anche nel film Funeral Party. La coppia si è sposata nel 2004 e ha avuto due figli: Maggie (2004) e Ralph (2006). Con loro vive anche Myles (2000), il figlio che la Hawes ha avuto da un precedente matrimonio.

## Filmografia

### Cinema
- Maybe Baby, regia di Ben Elton e Hugh Laurie (2000)
- Enigma, regia di Michael Apted (2001)
- The Reckoning - Percorsi criminali (The Reckoning), regia di Paul McGuigan (2002)
- In My Father's Den, regia di Brad McGann (2004)
- Orgoglio e pregiudizio (Pride & Prejudice), regia di Joe Wright (2005)
- Middletown, regia di Brian Kirk (2006)
- Funeral Party (Death at a Funeral), regia di Frank Oz (2007)
- Don't, episodio di Grindhouse, regia di Edgar Wright (2007)
- Senza apparente motivo (Incendiary), regia di Sharon Maguire (2008)
- Frost/Nixon - Il duello (Frost/Nixon), regia di Ron Howard (2008)
- Robin Hood, regia di Ridley Scott (2010)
- I tre moschettieri (The Three Musketeers), regia di Paul W. S. Anderson (2011)
- Anna Karenina, regia di Joe Wright (2012)
- Lost in Karastan, regia di Ben Hopkins (2014)
- La famiglia von Trapp - Una vita in musica (Die Trapp Familie – Ein Leben für die Musik), regia di Ben Verbong (2015)
- Edison - L'uomo che illuminò il mondo (The Current War), regia di Alfonso Gomez-Rejon (2017)
- Lo schiaccianoci e i quattro regni (The Nutcracker and the Four Realms), regia di Lasse Hallström e Joe Johnston (2018)
- The Assistant, regia di Kitty Green (2019)
- L'arma dell'inganno - Operation Mincemeat (Operation Mincemeat), regia di John Madden (2021)
- Deadpool & Wolverine, regia di Shawn Levy (2024)
- Holland, regia di Mimi Cave (2025)

### Televisione
- Wuthering Heights, regia di David Skynner - film TV (1998)
- Warriors, regia di Peter Kosminsky - film TV (1999)
- Murder Rooms: Mysteries of the Real Sherlock Holmes – serie TV, 1 episodio (2000)
- Perfect Strangers – serie TV, episodi 1x01-1x02-1x03 (2001)
- The Way We Live Now – miniserie TV, 4 puntate (2001)
- The Project, regia di Peter Kosminsky - film TV (2002)
- Nuremberg: Nazis on Trial – documentari TV, episodi 1x01-1x02-1x03 (2006)
- Secret Life, regia di Rowan Joffe - film TV (2007)
- Ashes to Ashes – serie TV, episodio 1x07 (2008)
- Miss Marple - Polvere negli occhi (Marple: A Pocket Full of Rye), regia di Charles Palmer - film TV (2008)
- Little Dorrit – miniserie TV, 14 puntate (2008)
- Enid, regia di James Hawes - film TV (2009)
- Criminal Justice – serie TV, episodi 2x01-2x02-2x03 (2009)
- I pilastri della Terra (The Pillars of the Earth) – miniserie TV, 8 puntate (2010)
- Any Human Heart – serie TV, 4 episodi (2010)
- Spooks – serie TV, 19 episodi (2002-2011)
- Enfield - Oscure presenze (The Enfield Haunting) – miniserie TV, 3 puntate (2015)
- Ripper Street – serie TV, 36 episodi (2012-2016)
- The Last Kingdom – serie TV, episodio 1x01 (2015)
- Casa Howard (Howards End) – miniserie TV, 4 puntate (2017)
- Succession – serie TV, 39 episodi (2018-2023)
- Quiz – miniserie TV, 3 puntate (2020)

## Teatro
- La duchessa di Amalfi di John Webster, regia di Declan Donnellan (1995)[2]
- Sogno di una notte di mezza estate di William Shakespeare - regia di Adrian Noble (1996)[3]
- Molto rumore per nulla di William Shakespeare - regia di Declan Donnellan (1998)[4]
- The School for Scandal di Richard Brinsley Sheridan - regia di Declan Donnellan (1998)[5]
- Battle Royal di Nick Stafford - regia di Howard Davies (1999)[6]
- Henry IV di William Shakespeare - regia di Nicholas Hytner (2005)[7]
- The Pain and The Itch di Bruce Norris - regia di Dominic Cooke (2007)[8]

## Riconoscimenti
- Golden Globe
  - 2024 – Miglior attore non protagonista in una serie per Succession
- Premio Emmy
  - 2020 – Candidatura al miglior attore non protagonista per Succession
  - 2022 – Migliore attore non protagonista in una serie drammatica per Succession
  - 2023 – Miglior attore non protagonista in una serie drammatica per Succession
- British Independent Film Awards
  - 2005 – Candidatura al miglior attore per In My Father's Den

- Screen Actors Guild Award
  - 2009 – Candidatura al miglior cast cinematografico per Frost/Nixon - Il duello
  - 2022 – Miglior cast in una serie drammatica per Succession

- British Academy Television Awards
  - 2008 - Candidatura al miglior attore per Secret Life
  - 2010 – Candidatura al miglior attore non protagonista per Criminal Justice
  - 2022 – Miglior attore non protagonista per Succession

- Critics' Choice Awards
  - 2019 – Candidatura al miglior attore non protagonista in una serie drammatica per Succession
  - 2022 – Candidatura al miglior attore non protagonista in una serie drammatica per Succession
  - 2024 - Candidatura al miglior attore non protagonista in una serie drammatica per Succession

## Doppiatori italiani
Nelle versioni in italiano nelle opere in cui ha recitato, Matthew Macfadyen è stato doppiato da:
- Alessio Cigliano in Spooks, I pilastri della Terra, Anna Karenina, Ripper Street
- Riccardo Niseem Onorato in Orgoglio e pregiudizio, Robin Hood
- Massimo De Ambrosis in La famiglia von Trapp - Una vita in musica, Edison - L'uomo che illuminò il mondo
- Alessandro Quarta ne L'arma dell'inganno - Operation Mincemeat, Deadpool & Wolverine
- Christian Iansante in Maybe Baby
- Luigi Ferraro in Enigma
- Simone Mori in The Reckoning - Percorsi criminali
- Massimo Rossi in Funeral Party
- Claudio Moneta in Senza apparente motivo
- Carlo Scipioni in Frost/Nixon - Il duello
- Enzo Avolio in Miss Marple - Polvere negli occhi
- Luca Ward in I tre moschettieri
- Tony Sansone in Enfield - Oscure presenze
- Massimo Lodolo in Casa Howard
- Simone D'Andrea in Lo schiaccianoci e i quattro regni
- Alessandro Budroni in Succession
- Massimo Bitossi in Quiz